# Hergé
Georges Remi (Etterbeek, 22 de maig de 1907 - Woluwe-Saint-Lambert, 3 de març de 1983) va ser un historietista belga de gran renom, sobretot gràcies a la creació del famós personatge Tintín, l'any 1929. Georges Remi és més conegut amb el pseudònim Hergé, el qual prové de la pronunciació en francès de les seves inicials a l'inrevés (R.G). A part del Tintín, va crear amb èxit altres personatges, tals com Jou, Zette i Jocko o Quico i Flupi.

## Biografia
Georges Remi va néixer l'any 1907, fill d'Alexis Remi i Elizabeth Dufour. Va cursar els estudis primaris entre el 1914 i el 1918 a una escola municipal d'Ixelles. A instàncies del seu pare, va cursar els seus estudis secundaris a un col·legi religiós (a diferència de l'anterior, que era laic), el Saint Boniface, la qual cosa va tenir molta influència sobre la seva manera de pensar. Mai va aprendre a dibuixar d'una forma acadèmica.
Juntament amb el canvi d'escola, també es va afiliar a la Federació de Boy Scouts Catòlics, deixant de banda els Boy Scouts de Bèlgica no religiosos, la qual cosa el va més o menys marcar en certs aspectes de la seva obra. A més, és d'aquesta època que li prové la fascinació per Amèrica i la seva població nativa. Ja d'adolescent, va començar a publicar historietes a Le Boy-Scout, o el que seria posteriorment, Le Boy-Scout Belge. L'any 1922 va firmar per primera vegada una de les seves publicacions, i l'any 1924 ho va fer per primera vegada amb el seu pseudònim Hergé.
Anys més tard, el 1926, va crear la seva primera sèrie amb argument (fins llavors, es dedicava a la il·lustració d'alguns articles o a fer-ne les portades): Totor, C.P. dels abellots, la qual es va mantenir en publicació fins al 1930. Paral·lelament, l'any 1925, ingressa a Le Vingtième Siècle, un diari clerical i nacionalista belga.
El 1927 va passar a ser aprenent de fotògraf i il·lustrador de pàgines especials (després del seu servei militar). L'abat Norbert Wallez, el director de la publicació, va tenir una gran influència sobre Remi, ja que el va incitar a instruir-se i llegir. Més tard, Wallez va decidir incloure un suplement dirigit al jovent al seu diari, de manera que li va confiar aquesta tasca a Hergé. Així, el novembre de 1928 sorgia el primer número de Le Petit Vingtième, sota la seva direcció. Durant aquest període, Hergé va descobrir el treball dels seus homòlegs estatunidencs gràcies als paquets de diaris que li enviava Léon Degrelle, futur dirigent del moviment conegut com a rexisme, aleshores corresponsal del diari Le Vingtième Siècle.
El dibuixant es dedicava llavors a publicacions com Flup, Nénesse o Poussette et Cochonnet, tot i que més tard va decidir retornar al seu antic personatge, en Totor. Després de canviar algunes lletres del seu nom, assignar-li l'ofici de reporter i crear-li la companyia d'un fox-terrier anomenat Milú, el 1929 va aparèixer per primera vegada en Tintín a les pàgines de Le Petit Vingtième.
La primera aventura de Tintín el porta a la Unió Soviètica, on s'enfronta als bolxevics. A més d'això, l'any 1930 va començar l'edició de nous personatges, com eren Quico i Flupi, els quals van perdurar fins a finals dels anys 30. Mentre Hergé començava a publicar la segona aventura d'en Tintín, Tintín al Congo, la primera aventura d'aquest esdevenia important a les pàgines d'un setmanari francès, el Coeurs Vaillants, de caràcter catòlic. Això va donar peu a l'inici de la carrera artística d'aquest autor.
L'any 1932 es publica Tintín a Amèrica, moment en què Hergé té els seus primers contactes amb l'editorial Casterman, la qual esdevingué, més tard, l'encarregada de publicar tots els seus àlbums. D'altra banda, aquell mateix contreia matrimoni amb Germaine Kieckiens, amb qui mai no va tenir fills.
Després de la publicació de Els cigars del faraó, Hergé va manifestar la seva intenció que una de les aventures d'en Tintín transcorregués a la Xina. Sent així, va rebre el consell d'un capellà per tal que conegués a Tchang Tchong-Jen, un estudiant xinès, per tal que l'orientés sobre la cultura xinesa. Això va suposar el començament del que seria una amistat que duraria tota la seva vida. Gràcies a aquest encontre, Hergé va gestar El Lotus Blau.
A partir del 1936, Hergé afegeix una nova sèrie a Le Petit Vingtième: Les aventures de Jou, Zette i Jocko. A diferència d'altres sèries del mateix autor, aquesta sorgí a instància dels pares que dirigien Coeurs Vaillants, ja que consideraven que l'èxit d'un protagonista sense pares no era una bona influència pels lectors de Le Vingtième. Jou, Zette i Jocko, doncs, tenen un caire molt més familiar. Va ser aquest motiu el que va fer que Hergé no se sentís còmode creant aquesta sèrie, ja que se sentia mancat de llibertat a l'hora de crear, i que a partir del quart àlbum, els següents fossin obra dels seus col·laboradors.
Més tard, Hergé va començar a compaginar la seva feina amb una de nova, la d'il·lustrador. Va posar cara a diverses portades de llibres i revistes, i també diferents treballs publicitaris; tot plegat sota la marca Atelier Hergé (Taller Hergé).
Durant l'ocupació alemanya a Bèlgica, Hergé va seguir publicant, tot i que molts professionals de premsa havien decidit abandonar el seu ofici, a causa del fet que els mitjans de comunicació es consideraven en aquell moment "medis robats" de forma popular, ja que havien estat sotmesos al comandament alemany. El 1939 es va tancar Le XXème Siècle, la qual cosa va impedir a Hergé acabar Tintín al país de l'or negre. A més, oficial de l'exèrcit belga en la reserva, va ser mobilitzat per instruir una companyia d'infanteria de parla flamenca, malgrat que ell era expert en metralladores i de parla francesa.
Hergé va fitxar en aquell moment per un medi obertament filonazi, Le Soir, dirigit per Raymond de Becker. Va ser llavors quan va començar a donar a conèixer el seu personatge d'una forma més global. La primera història publicada va ser El Cranc de les Pinces d'Or.
Durant la guerra, van sorgir dos factors que van revolucionar l'estil d'Hergé. Per una banda, la manca de paper va forçar a publicar Tintín com una tira diària de tres o quatre vinyetes, en lloc de les dues pàgines setmanals de Le Petit Vingtième. Així, per crear tensió al final de cada tira en lloc del final de cada pàgina, Hergé hagué d'introduir gags d'una forma més freqüent, i va haver d'imposar un major ritme d'acció.
D'altra banda, Hergé va desviar l'atenció de les seves aventures per evitar controvèrsies. Sent així, va ser aquesta l'època en què es van editar aventures menys compromeses, però d'igual acollida pel públic, que van ser: L'estel misteriós, El secret de l'Unicorn, El tresor de Rackham el Roig, Les set boles de cristall i El temple del Sol.
En aquestes històries, Hergé va posar més èmfasi en els personatges que en la trama, i és precisament per això que aquí van aparèixer alguns dels personatges més recordats com a companys inseparables d'en Tintín: el capità Haddock (va debutar a El cranc de les pinces d'or), o el Professor Tornassol (la primera aparició va ser a El tresor de Rackham el Roig).
L'any 1943, va conèixer Edgar Pierre Jacobs, un altre dibuixant de còmics, al qual va contractar perquè l'ajudés a revisar els primers àlbums d'en Tintín. La contribució més notable de Jacobs es veu al redisseny del vestuari i els fons de l'edició revisada de El ceptre d'Ottokar. Va ser ell qui va començar a col·laborar en Les set boles de cristall.
L'ocupació de Brussel·les va finalitzar el 1944. Les aventures d'en Tintín van ser interrompudes cap al final de la publicació de Les set boles de cristall, ja que les autoritats van tancar Le Soir. Durant el període de post-ocupació, Hergé va ser arrestat quatre vegades per diferents entitats (la Seguretat de l'Estat, la policia judicial, el Moviment Nacional Belga i el Front de la Independència), acusat de simpatitzar amb el nazisme i el rexisme. L'origen d'aquestes acusacions es va trobar principalment en la contínua activitat professional d'Hergé sota l'ocupació nazi, la qual cosa el va etiquetar com a "col·laboracionista". A més, es considerava que amb la seva feina potenciava les vendes de Le Soir, quan aquest estava regulat directament pels nazis.
És vist que no hi ha un compromís polític clar a la seva obra, tot i que algunes de les seves publicacions eren crítiques amb diferents temes d'interès col·lectiu (com l'expansionisme territorial del feixisme, la qual cosa es retratava a El ceptre d'Ottokar, ja que en Tintín treballava en la derrota d'una al·legoria de l'Anschluss, una annexió d'Àustria i l'Alemanya nazi). Tot i això, no queda lliure de sospita.
Aquestes sospites apareixen a partir del primer àlbum (Tintín al país dels Soviets), encarregat per Norbert Wallez, un reconegut feixista, amb l'objectiu d'alliçonar als joves belgues contra el comunisme i la Unió Soviètica des de Le Vingtième Siècle. Es veu també el caràcter racista no dissimulat de Tintín al Congo i a L'estel misteriós, el principal dolent de la història és un jueu novayorquès anomenat Blumenstein. En aquesta mateixa història, apareixen dos jueus estereotipats, un dels quals s'alegra de la notícia de la fi del món perquè "així no hauria de pagar als meus proveïdors". En edicions posteriors, aquesta vinyeta va ser suprimida, i una altra en què l'expedició rival d'en Tintín enarbolava la bandera americana, va ser retocada. D'altra banda, el mateix Hergé va canviar el nom de Blumenstein per Bohlwinkel i el va ubicar, no a Nova York, sinó a un país imaginari anomenat Säo Rico. Més tard s'adonà, sorprès, que Bohlwinkel també és un cognom jueu.
Anys després va reconèixer en algunes ocasions, el que considerava errors propis i decisions mal preses. Així, el 1973 declarava en una entrevista amb el Haagse Post: "Reconec que jo també vaig creure que el futur d'Occident podia dependre del Nou Ordre. Per a molts la democràcia s'havia mostrat decebedora, i el Nou Ordre portava noves esperances. A la vista de tot el que va passar, es tractava naturalment d'un gran error haver pogut creure en això". Aquell mateix any va afegir en una entrevista amb la revista flamenca Elvesier: "La meva ingenuïtat d'aquella època fregava la niciesa, podríem dir que fins i tot l'estupidesa".
Degut a això, i com d'altres treballadors de la premsa dirigida pels nazis, Hergé es va trobar aïllat de la feina, va planificar el seu exili a l'Argentina i va passar els següents dos anys treballant amb Edgar Pierre Jacobs, i va incorporar Alice Devos, la qual adaptava a color diverses de les primeres aventures d'en Tintín.
L'exili de Tintín va finalitzar el 1946. L'editor i combatent de la resistència, Raymond Leblanc, va proporcionar el suport financer i les credencials antinazis necessàries per llançar la revista Tintin amb Hergé. Aquesta publicació setmanal comptava amb dues pàgines de les aventures d'en Tintín, començant amb el que quedava de Les set boles de cristall, així com d'altres tires còmiques i articles diversos. Va tenir un èxit important, amb una tirada de més de 100.000 exemplars setmanals. És probable que Hergé hagués sofert algun tipus de condemna judicial de no haver sigut per la creació d'aquest suplement. En aquest sentit, s'ha assenyalat freqüentment que va ser en Tintín qui va salvar a Hergé.
Tintín sempre ha estat publicitat com si el seu autor fos únicament d'Hergé, sense mencionar Edgar Pierre Jacobs i d'altres assistents d'Hergé. Amb l'increment de la contribució de Jacobs a la producció de les tires, aquest va començar a demanar un reconeixement als crèdits (de fet, van compartir el pseudònim Olav en una sèrie de petites planxes elaborades per ambdós autors). Quan Hergé s'hi va oposar, va finalitzar la fructífera col·laboració de Jacobs. Aquest va començar llavors a produir les seves pròpies històries, incloent-hi una sèrie d'aclamació, Blake i Mortimer.
L'increment de l'esforç que la revista Tintín va suposar per Hergé, així com el càrrec de consciència i el ressentiment acumulats després de la fase de "depuració de la postguerra van començar a passar-li factura. El 1949, mentre treballava en una nova versió de Tintín al país de l'or negre (la primera versió havia estat estroncada per culpa de l'ocupació nazi), Hergé va patir una crisi nerviosa que el va obligar a prendre un ampli descans, de 4 mesos. A principis del 1950 va patir una nova crisi, treballant amb Objectiu: la Lluna. Durant ambdues absències, la revista Tintín es va veure obligada a excusar-se davant els seus lectors, publicant, a manera de recompensa, planxes de les aventures de Quick et Flupke.
Per tal d'alleugerir la càrrega de feina d'Hergé, el 1950 es van crear els Estudis Hergé. Aquest comptaven amb diversos assistents que ajudaven a Hergé en la producció de noves aventures d'en Tintín, destacant, entre ells, Bob de Moor, el qual va col·laborar amb Hergé la resta d'aventures d'en Tintín, amb detalls i fons tals com els espectaculars paisatges lunars de Hem caminat damunt la Lluna. Amb l'ajuda de l'estudi, el 1954, Hergé va produir L'afer Tornassol (considerat per alguns com la seva millor obra, i un dels més brillants còmics de la història), seguit de Stoc de Coc, el 1956.
En finalitzar aquest període, la seva vida personal tornava a estar en crisi. Es va trencar el seu matrimoni amb Germaine, i s'havia enamorat de Fanny Vlaminck, una jove artista que treballava als Estudis Hergé. Posteriorment, comença a tenir malsons recurrents, que el porten a consultar un psicoanalista suís, el qual l'aconsella de deixar de treballar amb el Tintín. En lloc d'això, s'embarca en la creació de Tintín al Tibet, la qual és una de les històries més personals d'en Tintín. Un cop publicada a la revista Tintín l'any 1958, l'aventura li permetia a Hergé enfrontar-se als seus malsons, gràcies a l'ompliment de l'àlbum de sobris paisatges alpins, la qual cosa li brindava un entorn poderosament espaiós en el qual predomina la puresa del color blanc, color que inundava els seus malsons. El ventall de personatges es va veure dràsticament reduït (només apareixien, pràcticament, en Tintín, el capità Haddock i el xerpa Tharkey), mentre que la història es concentrava en la desesperada cerca d'en Xang. Hergé va arribar a reconèixer aquesta aventura com la seva preferida. Així, aconsegueix eliminar el problema dels malsons.
Les tres últimes aventures de Tintín van ser produïdes a un ritme molt més lent. Les joies de la Castafiore el 1961, Vol 714 a Sidney el 1966 i Tintín i els "Pícaros" el 1975. Tot i això, en Tintín comença a aparèixer en altres medis. Raymond Leblanc havia usat en Tintín per marxandatge i publicitat des de l'inici de la revista Tintín. El 1961 s'estrena la primera pel·lícula d'en Tintín, protagonitzada per Jean-Pierre Talbot. També s'han dut a terme diverses pel·lícules d'animació.
L'èxit financer de Tintín va permetre a Hergé fer més viatges. Va recórrer Europa de cap a cap, i després va visitar els Estats Units, lloc on va trobar nadius americans, la cultura dels quals havia estat una font d'inspiració per les seves obres. El 1973 visita Taiwan. Més tard, aconseguí restablir contacte amb Tchang Tchong-jen. Aquest havia estat degradat a brossaire durant la Revolució Cultural, i després es convertí en el director de l'Acadèmia de Belles Arts de Xangai. Temps després, va tornar a Europa, per quedar-se a París i retrobar-se amb Hergé. El 1975 es divorcia de Germaine per casar-se amb Fanny Vlaminck el 1977.
Hergé mor l'any 1983, a la Clínica Universitària Saint Luc de Brussel·les, degut a complicacions d'una anèmia que havia contret feia temps. Va deixar inacabada una nova aventura d'en Tintín, anomenada Tintín i l'Art-Alfa. Pel seu expressat desig de no deixar en Tintín a les mans d'altres artistes, només es van publicar els esbossos. El 1987, Fanny tanca els Estudis Hergé, substituint-los per la Fundació Hergé. El 1988, la revista Tintín deixa de publicar-se.

## Condecoracions
Hergé va guanyar diferents premis:
- Premi Saint-Michel, l'any 1973.
- Medalla rogenca de la ciutat d'Angulema (França), l'any 1977.
- Fou nomenat Oficial de l'orde de la Corona, a Brussel·les, l'any 1978.